# هاینریش ویلهلم براندس
 هاینریش ویلهلم براندس (انگلیسی: Heinrich Wilhelm Brandes؛ زاده ۲۷ ژوئیهٔ ۱۷۷۷ درگذشته ۱۷ مهٔ ۱۸۳۴) یک ریاضی‌دان، فیزیک‌دان، و ستاره‌شناس اهل آلمان بود.